# South Shore Line
De South Shore Line (reporting mark NICD) is de opvolger van de interurban Chicago South Shore and South Bend en rijdt tussen Chicago en South Bend Regional Airport. Het is de enig overgebleven interurban van de honderden die er in Amerika waren.

## Geschiedenis
Na het faillissement in 1989 van de Chicago South Shore and South Bend kocht de Northern Indiana Commuter Transportation District (NICTD) de rechten op het reizigersvervoer. Een jaar later kochten ze tevens de infrastructuur. De reizigersdienst wordt sindsdien uitgevoerd onder de naam South Shore Line.
Het goederenvervoer kwam in handen van de Anacostia and Pacific en ging verder onder de oude naam Chicago South Shore and South Bend Railroad. 
Het bijzondere aan deze interurban was dat reizigerstreinen en goederentreinen in Michigan City midden op straat reden. Het was de enige plaats in de Verenigde Staten waar nog reguliere reizigerstreinen door de straat reden, samen met het autoverkeer. Op 27 februari 2022 werd dit enkelsporige straatspoor gesloten om plaats te maken voor dubbelspoor op een vrije baan, met een nieuw station met verhoogde perrons. Het oude 11th Street Station werd afgebroken, op de façade na. Op 25 oktober 2023 werden het nieuwe spoor en station in gebruik genomen. Ter hoogte van het station zijn beide sporen uitgevoerd als een strengelspoor, waarbij de bredere goederentreinen via wissels op de buitenste sporen worden geleid, zodat ze de perronranden niet raken.